# The Suicide Squad
Ne doit pas être confondu avec le film Suicide Squad de 2016
Série DC Extended Universe
Wonder Woman 1984
(2020) Black Adam
(2022)
Série Suicide Squad
Suicide Squad
(2016)
Pour plus de détails, voir Fiche technique et Distribution.
The Suicide Squad ou L'Escadron Suicide : La Mission au Québec est un film de super-héros américain écrit et réalisé par James Gunn, sorti en 2021.
Dixième film du DC Extended Universe, il s'agit d'une suite indépendante du film Suicide Squad de David Ayer, sorti en 2016.
Il met en vedette Margot Robbie, Idris Elba, John Cena, Joel Kinnaman, David Dastmalchian, Daniela Melchior, Sylvester Stallone et Viola Davis.
Les super-vilains Harley Quinn, Bloodsport, Peacemaker, King Shark, Ratcatcher 2 et Polka-Dot Man (en), enfermés à la prison de Belle Reve, la prison avec le plus haut taux de mortalité du système pénitentiaire Américain, rejoignent la Force Spéciale X, d'Amanda Waller, qui les envoie sur l'île de Corto Maltese, en suivant les ordres du colonel Rick Flag, pour effacer toute trace d'un projet top-secret : le projet Starfish. Mais une fois sur place, ils vont découvrir une réalité bien plus sinistre que tout ce qu'ils ont eu à affronter jusque là.

## Synopsis
Attendant la fin de leur peine à Belle Reve, des super-vilains et des criminels sont réquisitionnés par Amanda Waller pour intégrer la Force Spéciale X, aussi surnommée la Suicide Squad, car la plupart des membres de cette équipe de super-vilains meurent au cours des missions suicides que cette unité remplit. Elle est composée de Harley Quinn, Savant (en), Javelin, Weasel, Blackguard, T.D.K. (The Detachable Kid), Captain Boomerang, Mongal et elle est surveillée sur le terrain par le Colonel Rick Flag et, via Belle Reve, par la section d'Amanda Waller (composée de John Economos, Flo Crawley et Emilia Harcourt et qui parient sur ceux qui mourront, sauf Waller). Une puce explosive leur est implantée dans la nuque par le docteur Fitzgibbon afin que Waller puisse les faire exploser en cas de désobéissance. Ils sont emmenés en hélicoptère à Corto Maltese, une petite île d'Amérique du Sud, gouvernée par la famille Herrera, où un coup d'état a eu lieu quelques jours auparavant par un général anti-américain nommé Silvio Luna et par son fidèle bras droit le général Mateo Suarez. Ils ont tué tous les Herrera. Le but de cette mission étant d'infiltrer Jotunheim, un laboratoire géant en forme de tour auparavant détenu par des nazis, et de détruire toute trace du projet « Starfish ». Dirigé par Gaius Grieves alias le Penseur, il est une arme du nouveau régime contre le monde.
Ils sont largués à proximité de la côte sud de l'île. Weasel, qui ne sait pas nager se noie, malgré l'aide de Savant. Arrivés sur les lieux, Blackguard se révèle être une taupe car il a contacté les autorités de Corto Maltese : il est froidement abattu d'un tir au visage. Amanda Waller ordonne de continuer le combat. Harley, Flag, T.D.K., Captain Boomerang, Javelin et Savant affrontent les militaires. Mongal, dans une tentative d'impressionner Flag, saute sur un hélicoptère, le déstabilisant et tuant ainsi plusieurs soldats (et coupant au passage plusieurs arbres dont les branches blessent Captain Boomerang). L'hélicoptère s'écrase, brulant vif Mongal dans l’explosion tandis que les débris de l'appareil déchiquètent Captain Boomerang. Javelin est tué par les tirs ennemis et T.D.K. est gravement blessé au bras (qu'il venait de détacher pour distraire les soldats). Pris de panique face au massacre de la Force Spéciale X, Savant essaye de revenir à l'hélicoptère ; sa tête explose pour désertion. Les deux seuls survivants actifs de l'attaque, Harley Quinn et Rick Flag, tentent de s'enfuir. Harley est capturée par les soldats après avoir récupéré le Javelot de Javelin. Rick est encerclé par un détachement armé dans la jungle.
Cette attaque étant prévisible, Waller avait envoyé la Force Spéciale X en diversion, pour qu’une autre équipe arrive saine et sauve par la côte nord de l'île. Elle est composée de Bloodsport, Peacemaker, Polka-Dot Man (en), Ratcatcher 2, et son rat de compagnie Sebastian, et King Shark. Trois jours plus tôt, Waller avait demandé à Robert Dubois, alias Bloodsport, un criminel emprisonné pour avoir mis Superman à l’hôpital en lui tirant dessus avec une balle de kryptonite, d'intégrer la Force Spéciale X contre une réduction de peine. Refusant au départ, il est obligé d'accepter quand sa fille commet un vol et est sur le point de passer au tribunal ; Waller en profite pour le faire chanter : soit il accepte d'intégrer la Force Spéciale X et sa fille évite le procès, soit il refuse et Waller s'arrange pour que sa fille soit envoyée à Belle Reve, prison au plus haut taux de mortalité du pays. Il rencontre les autres membres qui seront avec lui (à part ceux qui iront dans la partie sud) et pense déjà qu'ils vont tous mourir compte tenu de la mission.
À peine arrivés, Bloodsport et Peacemaker se disputent déjà et King Shark veut dévorer Ratcatcher 2, car son envie de chair humaine augmente de jour en jour. Elle lui propose de devenir son amie à la place car il n'en a pas. En passant, Bloodsport révèle avoir peur des rats. Polka-Dot Man doit prendre des cachets deux fois par jour sous peine de mourir. En effet, son pouvoir provient d'un virus interdimensionnel implanté par sa mère, car elle voulait faire de lui et de ses frères et sœurs des super-héros ; la plupart d'entre eux sont morts, ce qui fait de lui l'un des rares à avoir survécu. Par résultat, il hait sa mère depuis ce jour et imagine que ses ennemis sont sa mère pour les tuer facilement.
Ils apprennent que Rick Flag est proche et décident d'aller le sauver en décimant sans difficulté le camp où il est retenu. Rick leur apprend que leurs récentes victimes sont en réalité des guérilleros luttant contre le nouveau président. Malgré cet accident, Sol Soria, la cheffe de la résistance, leur offre un moyen de locomotion et un chauffeur, nommé Milton, pour aller en ville et appréhender le Penseur. Celui-ci, pour sauver sa peau, s'est allié au président Luna, qui a appris l'existence du projet Starfish et estime que, grâce à lui, il pourrait assoir sa dictature sur les autres pays.
Harley Quinn est conduite à Luna qui est tombé amoureux d'elle et veut l'épouser ; pour lui, elle serait une épouse anti-américaine parfaite. Harley accepte après avoir passé une journée de rêve avec lui, mais le tue finalement après avoir appris ce qu'il voulait faire du projet Starfish (c'est-à-dire s'en servir pour éliminer ses opposants et toute leur famille, enfants compris). Le général Suarez prend donc la place du défunt président, envoie Harley en prison pour interrogation et planifie d’utiliser le projet Starfish contre le monde.
La Force Spéciale X, qui n'est plus en contact avec Waller à cause de brouilleurs radio, se rend en ville et attend l'arrivée du Penseur dans le bar que ce dernier fréquente, nommé La Gatita Amable, en se saoulant lors d'une tournée payée par Peacemaker. Ratcatcher 2 et Bloodsport apprennent à se connaître davantage. Au moment où le Penseur arrive, l'armée fait un contrôle d'identité en cherchant les Américains. Bloodsport, Peacemaker et Rick se font arrêter pour détourner l'attention et permettre à Polka-Dot Man, Ratcatcher 2, Milton et au Penseur, qui accepta de se rendre en échange d'épargner sa vie, de s'enfuir. Ils réussissent malgré tout à s'échapper des mains de l'armée et foncent sauver Harley après que Rick a su par leurs ravisseurs qu'elle était encore en vie. Au moment où ils sont à deux doigts de lancer l'assaut, Harley réussit à s'enfuir et à tuer tous les gardes à l'intérieur avec le javelot de Javelin. Elle rejoint les rangs de la Force Spéciale X pour lancer l'assaut sur le laboratoire.
Arrivés au laboratoire après avoir massacré les gardes, ils se séparent en deux équipes (une pour préparer les bombes, l'autre pour détruire les preuves). Cependant, Rick, Ratcatcher 2 et Sebastian apprennent par le Penseur ce qu'est réellement le projet Starfish : il s'agit tout simplement d’une étoile de mer extraterrestre géante nommée Starro le Conquérant (en), qui avait été capturée par des astronautes Américains en mission spatiale il y a une trentaine d'années. Avec sa faculté de créer des mini-étoiles de mer connectées séparément à lui et qui lui permettent de tuer des gens en se collant sur leur visage et ainsi prendre possession de leur corps, permettant aussi à la créature devenir énorme petit à petit à chaque victime affectée, le gouvernement américain a vu en lui une arme aux pouvoirs dévastateurs. Pour éviter de tels expériences sur la créature dans leur terre natale, les États-Unis, ayant malgré vue son potentiel militaire, l'ont déplacée en secret au laboratoire de Jotunheim avec la complicité de Corto Maltese. Depuis ce jour, le Penseur, engagé par le gouvernement américain, a mené des expériences sur le monstre avec les opposants au régime qui lui ont servi de cobayes. D'un air narquois, le Penseur révèle que leur gouvernement s'est moqué éperdument du nombre de morts. Le véritable objectif de la Force Spéciale X a été aussi d'étouffer l'affaire.
Rick, horrifié d'apprendre que ce sont les Américains qui sont derrière le projet Starfish, se révolte et décide de récupérer les archives pour les dévoiler à la presse mondiale. Malheureusement, Peacemaker arrive et se révèle être un agent double dans cette histoire. Il avait sa propre mission, un plan d'urgence conçu par Amanda : empêcher quiconque de faire sortir ces archives et de les détruire, au cas où l'idée de les montrer leur viendrait en tête, pour éviter un accident international s'ils se révèlent aux médias. Au même moment, Harley, Bloodsport et Polka-Dot Man font accidentellement exploser les bombes trop tôt à cause de l'arrivée de militaires, qui tuent au passage Milton, le chauffeur qui les a suivis un peu partout durant le film et que Polka-Dot Man est apparemment le seul à avoir remarqué. King Shark, quant à lui, découvre un aquarium et devient ami avec des poissons extra-terrestres. Mais l'explosion des bombes affecte l'aquarium, en plus de la moitié de la tour, libérant les poissons qui se révèlent être une sorte de piranhas et essayent de tuer King Shark. Celui-ci tombe de plusieurs étages pour atterrir face à l'armée de Corto Maltese et il avale la tête d'un des supérieurs devant eux.
En bas, la vitre gardant le kaiju est démolie et le Penseur est déchiqueté par Starro en dépit de ses supplications. Rick Flag affronte Peacemaker. Bien qu'il ait l'avantage, ce dernier, par regret, le tue par une lame plantée dans le cœur. Ratcatcher 2 et Sebastian, ayant vu la scène, embarque les preuves mais Smith la poursuit et est sur le point de l'éliminer. De leur côté, Harley, Polka-Dot Man et Bloodsport ont survécu. Bloodsport tombe de plusieurs étages et atterrit face à Peacemaker. Un duel au pistolet s'amorce et Bloodsport réussit à tuer son adversaire d'une balle dans la gorge. Il récupère les preuves que Ratcatcher 2 a gardées. Starro se libère de ses entraves. Toujours enragé, il prend possession de Suarez et de plusieurs centaines de soldats, qui étaient venus après avoir appris que Jotenheim a été attaqué, grâce à une multiplication de mini étoiles de mer et compte ainsi prendre le contrôle de la ville. Entretemps, Sol Soria et son armée tuent les derniers généraux qui voulaient accaparer le pouvoir après avoir appris la mort de Suarez.
Harley, Bloodsport, Polka-Dot Man, Ratcatcher 2 et King Shark regardent partir Starro au loin, démolissant tout sur son passage. Ils apprennent que la mission est terminée pour eux. Waller préfère que la ville soit détruite car ce n'est plus leur problème ni pour elle, ni pour le gouvernement américain. Les cinq décident néanmoins de faire marche arrière pour anéantir Starro comme convenu, concernant sur le sort des habitants, et Waller explose de rage en les rappelant. Alors qu'elle est à deux doigts de faire exploser la tête de Bloodsport, Flo Crawley la met K.O avec un club de golf et reprend le contrôle de la Force Spéciale X avec John Economos et Emilia Harcourt. Les cinq combattent Starro comme ils peuvent mais il se révèle être beaucoup plus puissant qu'eux en envoyant au tapis Harley et King Shark et en tuant Polka-Dot Man. Ratcatcher 2 appelle les rats pour tuer Starro et se remémore un souvenir avec son père décédé qui l'a rendue heureuse. Harley fonce droit dans l’œil de Starro avec son javelot et entre à l'intérieur, permettant aux rats de le dévorer de l'intérieur. Starro s'avoue vaincu et dit avant de mourir à Bloodsport et Ratcatcher 2, via le corps du président Suarez, qu'il aurait aimé retrouver la joie dans l'espace, regardant les étoiles, d'où il venait.
Alors qu'ils commencent à être reconnus partout dans le monde comme des héros, Bloodsport fait un marché avec Waller, qui a repris connaissance : si elle n'envoie pas sa fille en prison et qu'elle les libère, il n'enverra pas les archives du laboratoire à la presse. Waller accepte l'offre en lui disant qu'il a l'âme d'un chef. King Shark les rejoint et Harley devient ami avec Bloodsport après qu'ils sont dits que Rick était un grand ami pour tous les deux. Harley, Bloodsport, Ratcatcher 2, Sebastian et King Shark sont récupérés en hélicoptère et se reposent à son bord.
Scène inter-générique
Sur la côte sud de l'île, Weasel se révèle être en vie et, profitant que tout le monde l'ait oublié, s'enfuit dans la jungle.
Scène post-générique
À l'hôpital, John Economos et Emilia Harcourt découvrent un type retrouvé encore en vie dans les débris malgré son état critique. Il aurait agi héroïquement : il s'agit de Peacemaker. Les deux membres disent au médecin qu'ils auront besoin de lui pour de nouvelles missions, sous les ordres de Waller en conséquence pour s'être retourné contre elle.

## Fiche technique
Sauf indication contraire, les informations mentionnées dans cette section peuvent être confirmées par les bases de données cinématographiques IMDb et Allociné,  présentes dans la section « Liens externes ».
- Titre original et français : The Suicide Squad
- Titre québécois : L'Escadron Suicide : La Mission
- Réalisation : James Gunn
- Scénario : James Gunn, d'après la bande dessinée Suicide Squad créée par John Ostrander
- Musique : John Murphy
- Direction artistique : Lauren Abiouness, Lorin Flemming, Brittany Hites, Alan Hook, Darshankumar Joshi, Alex McCarroll, Drew Monahan, Desma Murphy, María Fernanda Muñoz, Jay Pelissier et Domenic Silvestri
- Décors : Beth Mickle
- Costumes : Judianna Makovsky
- Photographie : Henry Braham
- Son : Christopher Boyes, Gary A. Rizzo, David Acord, Thomas C. Brewer et Unsun Song
- Montage : Fred Raskin et Christian Wagner
- Production : Charles Roven, Michael De Luca, Chuck Roven et Peter Safran
  - Production exécutive (Panama) : Arianne Benedetti
  - Production déléguée : Deborah Snyder, Zack Snyder, Richard Suckle, Walter Hamada, Nikolas Korda et Chantal Nong Vo
  - Coproduction : Simon Hatt et Lars P. Winther
- Sociétés de production[1] : Warner Bros., DC Entertainment, Atlas Entertainment et The Safran Company
- Sociétés de distribution : Warner Bros. (États-Unis et Canada) ; Warner Bros. France (France) ; Warner Bros. Pictures (Suisse romande)
- Budget : 185 millions de $[2],[3]
- Pays de production :  États-Unis
- Langue originale : anglais
- Format[4] : couleur - D-Cinema / DCP Digital Cinema Package - 1,90:1 - son Dolby Surround 7.1 | Dolby Atmos | Sonics-DDP (IMAX version) | Dolby Digital | DTS (DTS: X) | IMAX 6-Track | 12-Track Digital Sound (IMAX version)
- Genre : action, aventures, comédie, fantastique, super-héros
- Durée : 132 minutes
- Dates de sortie[5] :
  - France, Belgique, Suisse romande : 28 juillet 2021[6],[7]
  - Québec : 4 août 2021 (Festival international du film Fantaisie) ; 6 août 2021 (sortie nationale)[8]
  - États-Unis : 5 août 2021 (VOD sur HBO Max) ; 6 août 2021 (sortie nationale)
- Classification[9] :
  - États-Unis : interdit aux moins de 17 ans (R – Restricted)[Note 1]
  - France : tous publics avec avertissement[10] (interdit aux moins de 16 ans à la télévision sur Canal + et aux moins de 12 ans sur Cine + et TF1)
  - Belgique : potentiellement préjudiciable jusqu'à 16 ans (KNT/ENA : Kinderen Niet Toegelaten  / Enfants Non Admis)[6],[11],[Note 2]
  - Suisse romande : interdit aux moins de 16 ans[12]
  - Québec : 13 ans et plus (violence - langage vulgaire) (13+ / 13 years and over)[8]

## Distribution
Sauf indication contraire, les informations mentionnées dans cette section peuvent être confirmées par les bases de données cinématographiques IMDb et Allociné,  présentes dans la section « Liens externes ».
- Margot Robbie (VF : Dorothée Pousséo ; VQ : Catherine Brunet) : Harley Quinn
- Idris Elba (VF : Frantz Confiac ; VQ : Patrick Chouinard) : Robert DuBois / Bloodsport
- John Cena (VF : Raphaël Cohen ; VQ : Frédéric Paquet) : Christopher Smith / Peacemaker
- Joel Kinnaman (VF : Gilduin Tissier ; VQ : Pierre-Étienne Rouillard) : colonel Rick Flag
- Viola Davis (VF : Maïk Darah ; VQ : Johanne Garneau) : Amanda Waller
- Sylvester Stallone (VF : Alain Dorval ; VQ : Pierre Chagnon) : Nanaue / King Shark (voix)
- Daniela Melchior (VF : Laetitia Coryn ; VQ : Maude Bouchard) : Cleo Cazo / Ratcatcher 2
  - Maya Le Clark : Cleo Cazo / Ratcatcher 2, jeune
- David Dastmalchian (VF : Sébastien Desjours ; VQ : Dany Boudreault) : Abner Krill / Polka-Dot Man
- Steve Agee (VF : Bruno Magne) : John Economos et Nanaue / King Shark (capture de mouvement)
- Peter Capaldi (VF : Stéphane Roux ; VQ : François Sasseville) : Gaius Grieves / Le Penseur
- Jai Courtney (VF : Jérémie Covillault ; VQ : Frédérik Zacharek) : Digger Harkness / Captain Boomerang
- Michael Rooker (VF : José Luccioni ; VQ : Sylvain Hétu) : Brian Durlin / Savant (en)
- Alice Braga (VF : Emmanuelle Rivière) : Sol Soria
- Pete Davidson (VF : Etienne Paliniewicz) : Blackguard
- Joaquín Cosío (es) (VF : Eddie Chignara ; VQ : Benoît Rousseau) : général Mateo Suarez
- Juan Diego Botto (VF : Bernard Gabay ; VQ : Christian Perrault) : président Silvio Luna
- Nathan Fillion (VF : Guillaume Orsat ; VQ : Louis-Philippe Dandenault) : T.D.K. (The Detachable Kid)
- Sean Gunn (VF : Thibaut Belfodil ; VQ : Nicholas Savard L'Herbier) : Weasel (La Belette en VF) et Julian Day / Calendar Man (caméo)
- Flula Borg (VF : Jochen Hägele) : Javelin
- Mayling Ng (en) : Mongal
- Jennifer Holland (VF : Marie Chevalot ; VQ : Stéfanie Dolan) : Emilia Harcourt
- Tinache Kajese : Flo Crawley
- Julio Ruiz : Milton
- Storm Reid (VF : Cerise Calixte) : Tyla DuBois
- Taika Waititi (VF : Stéphane Ronchewski) : Ratcatcher
- John Ostrander : Dr Fitzgibbon (caméo)
- Mikaela Hoover : Camila
- Lynne Ashe : la mère de Polka-Dot Man
- Stephen Blackehart : Briscoe
- Pom Klementieff : une des danseuses au bar (caméo)
- Lloyd Kaufman : un homme au bar (caméo)

 Source et légende : version française (VF) sur RS Doublage
Version française
- Studio de doublage : Dubbing Brothers
- Direction artistique : Hervé Rey
- Adaptation : Pierre Arson

Photos des acteurs principaux
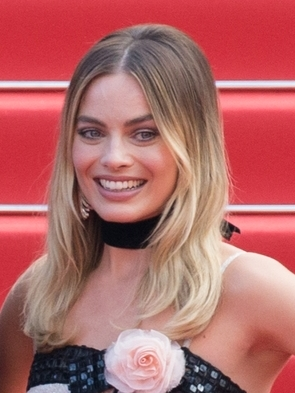
Margot Robbie est Harley Quinn
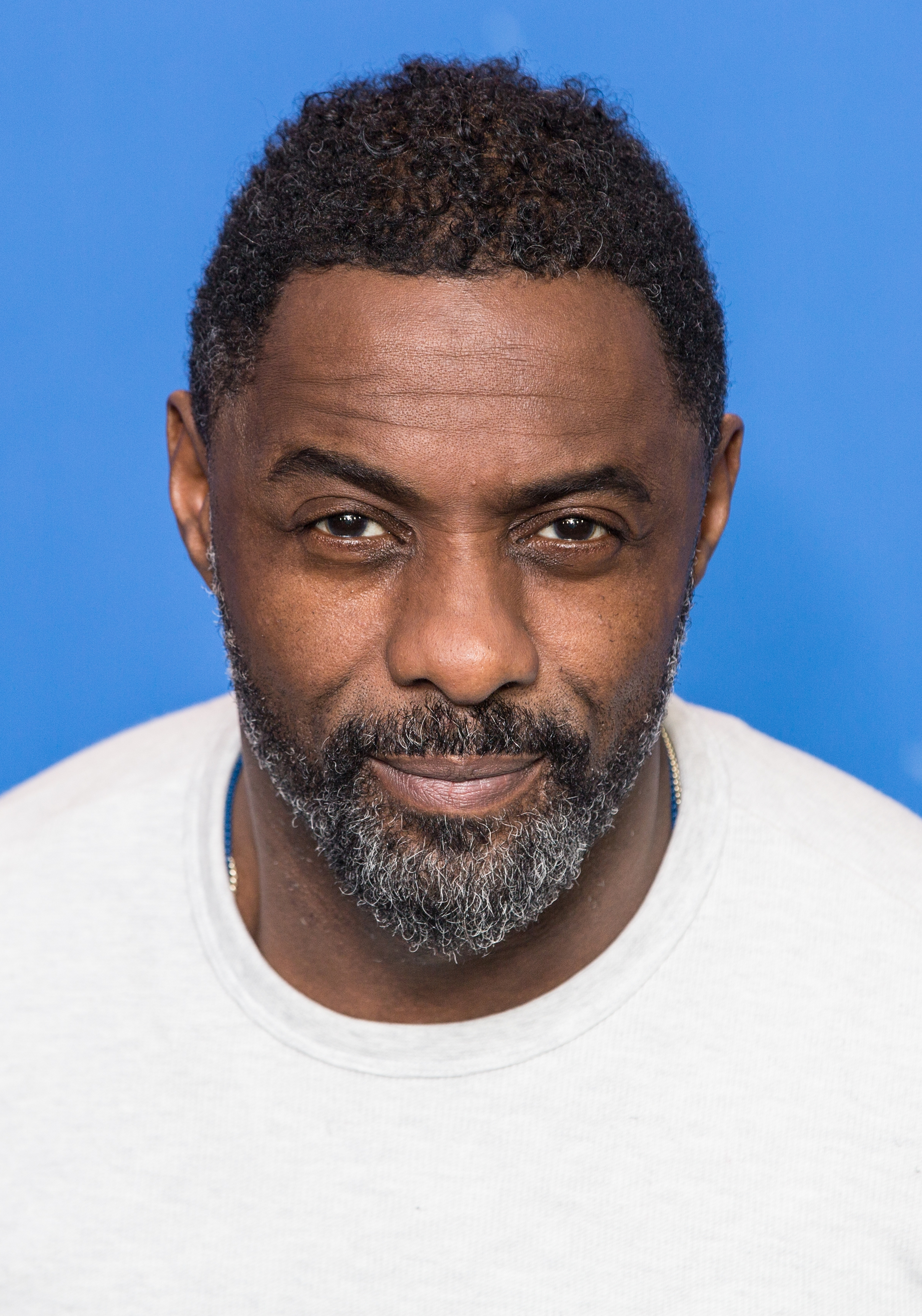
Idris Elba est Bloodsport
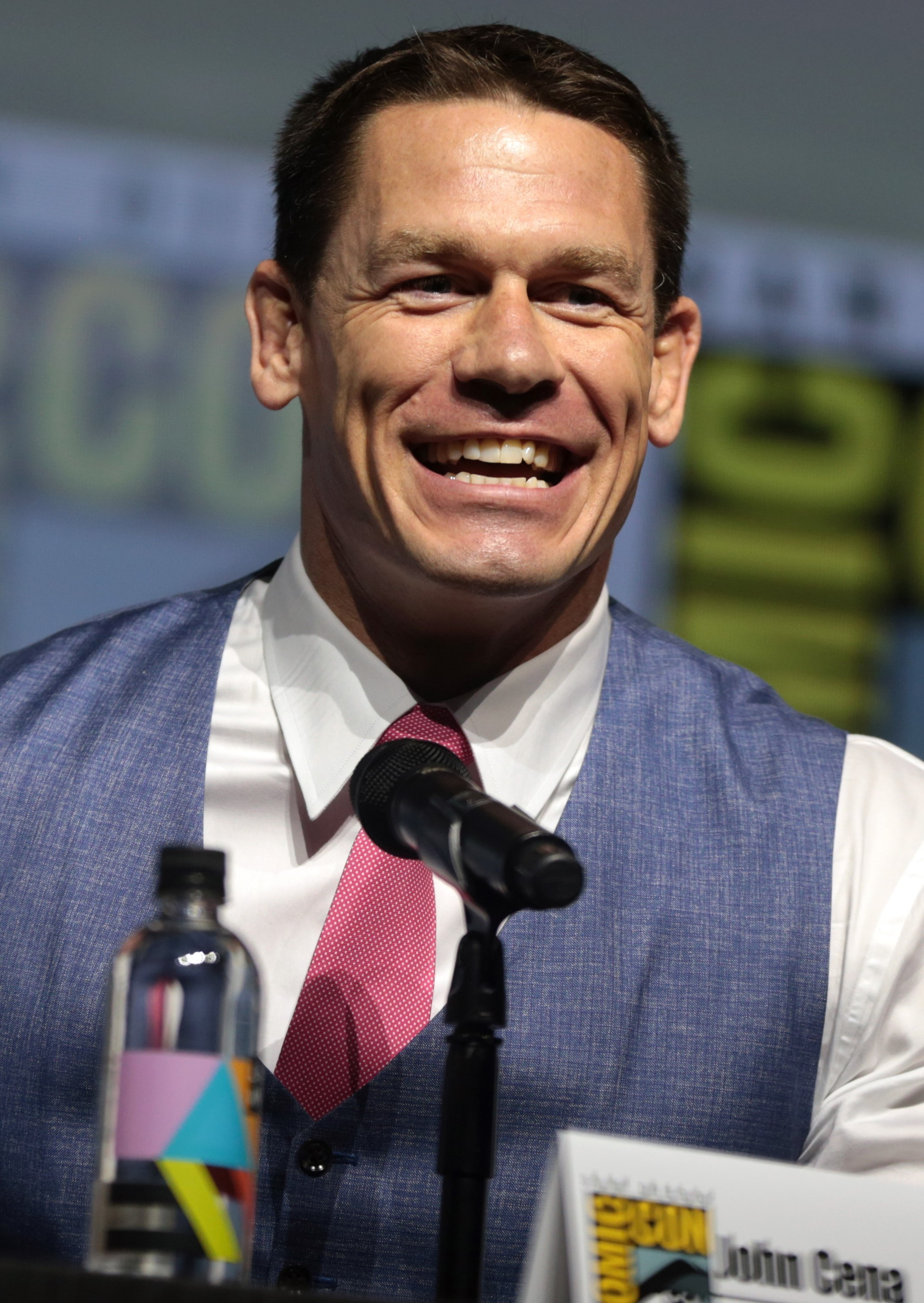
John Cena est Peacemaker
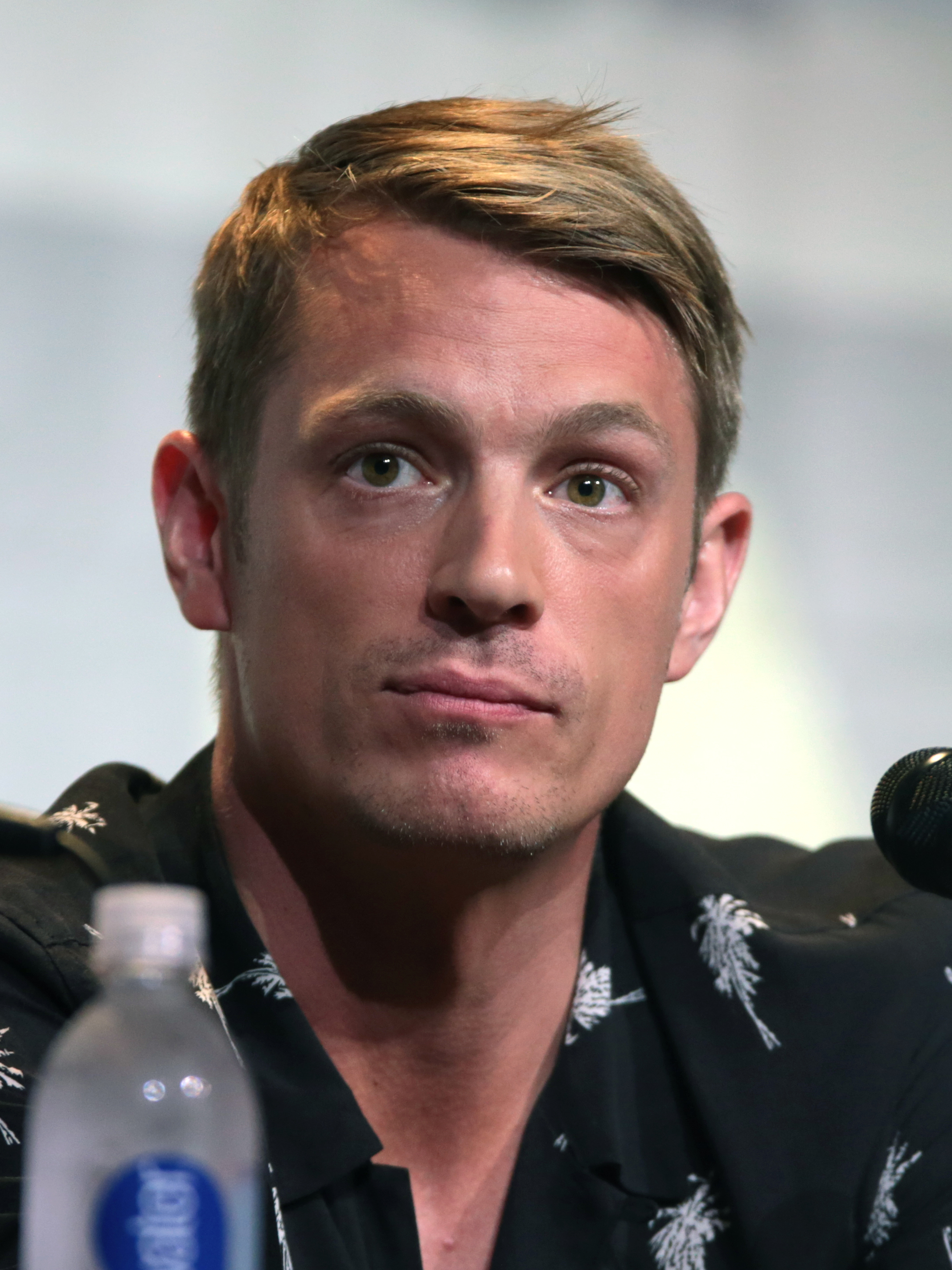
Joel Kinnaman est Rick Flag
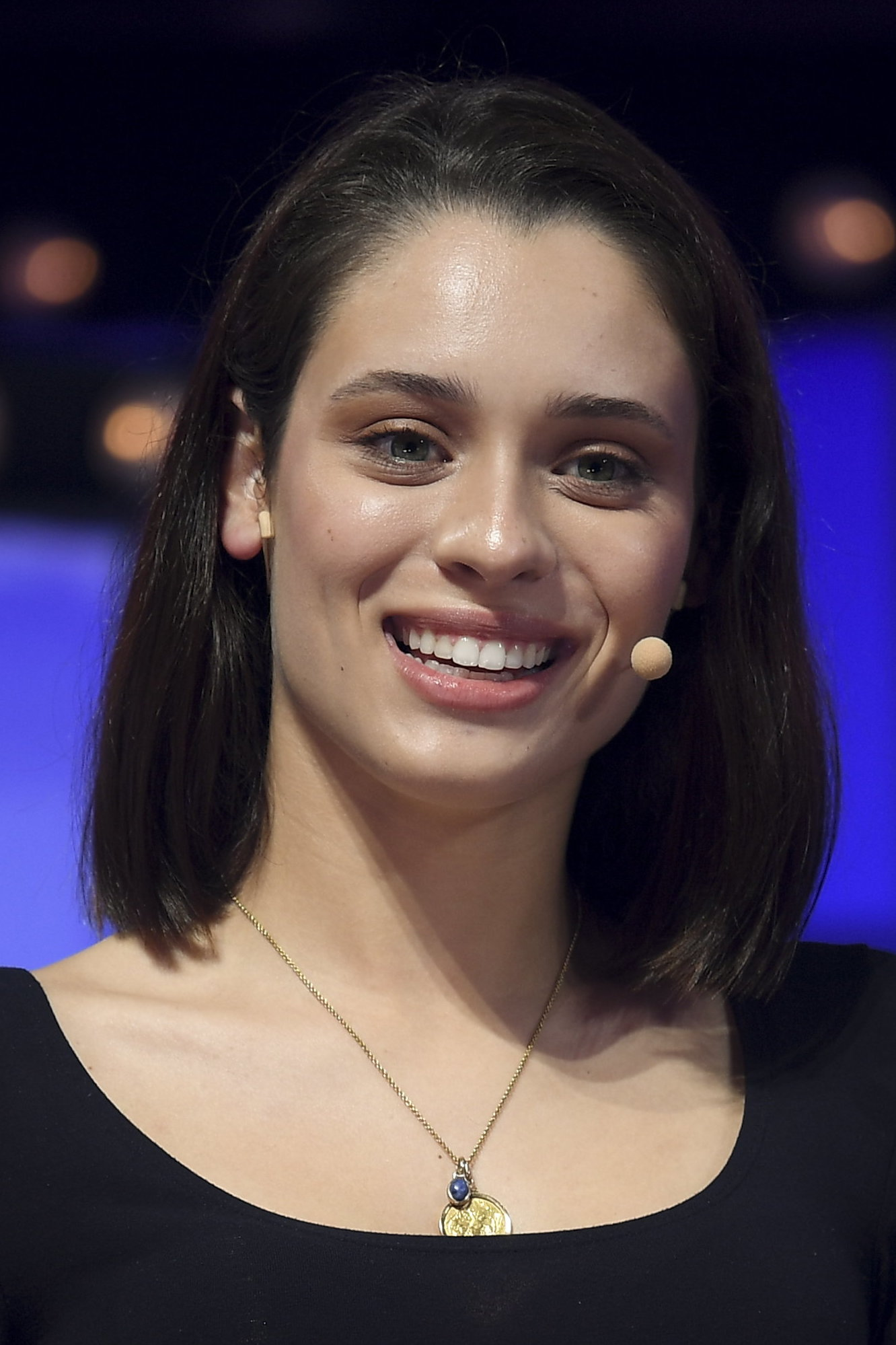
Daniela Melchior est Ratcatcher II
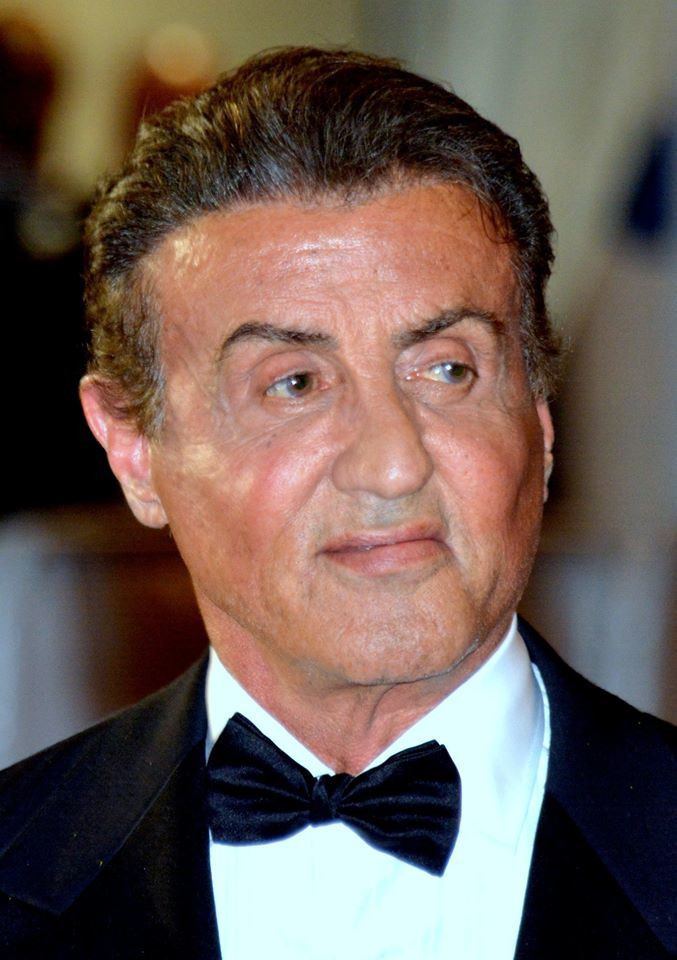
Sylvester Stallone est King Shark (voix)
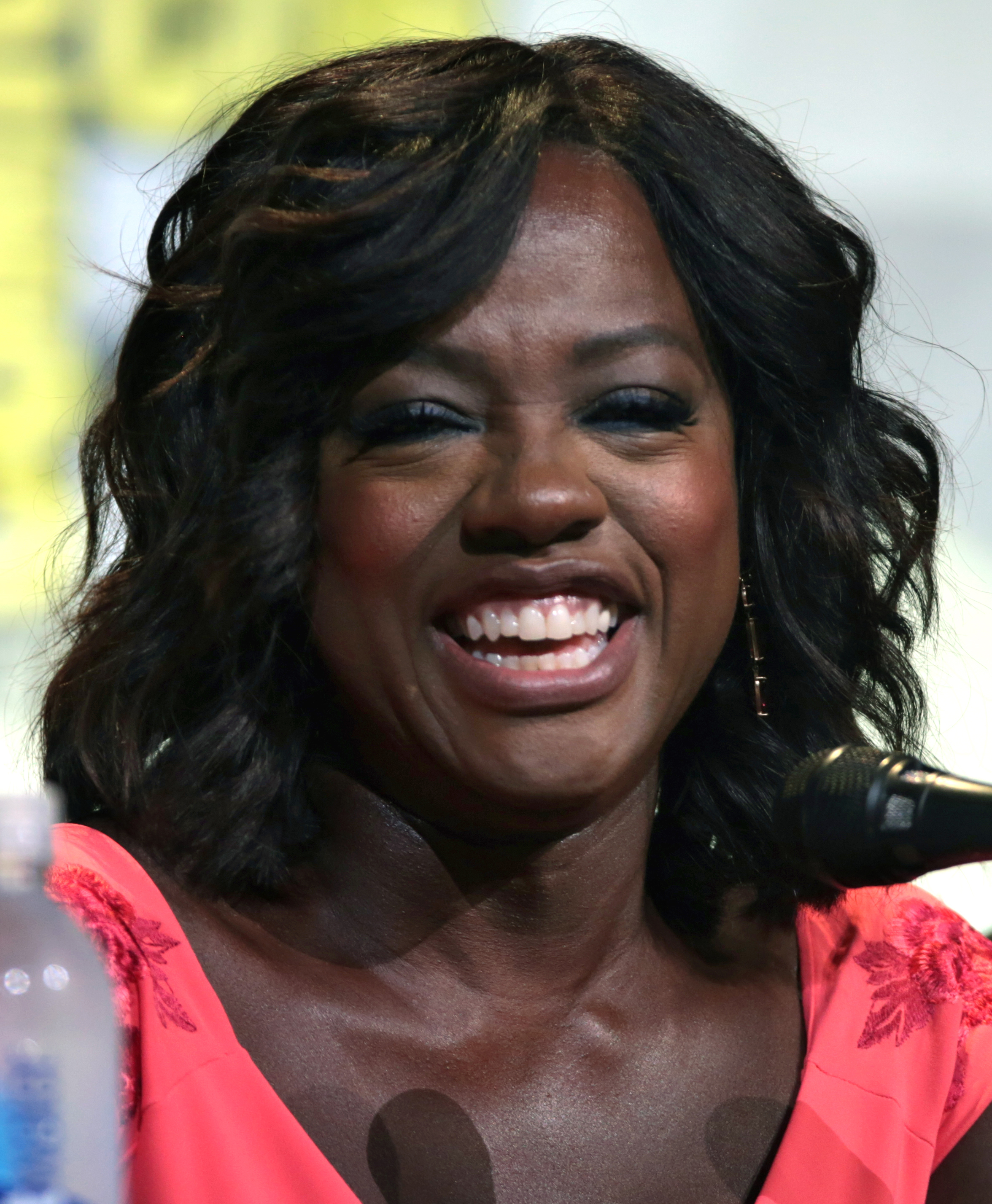
Viola Davis est Amanda Waller
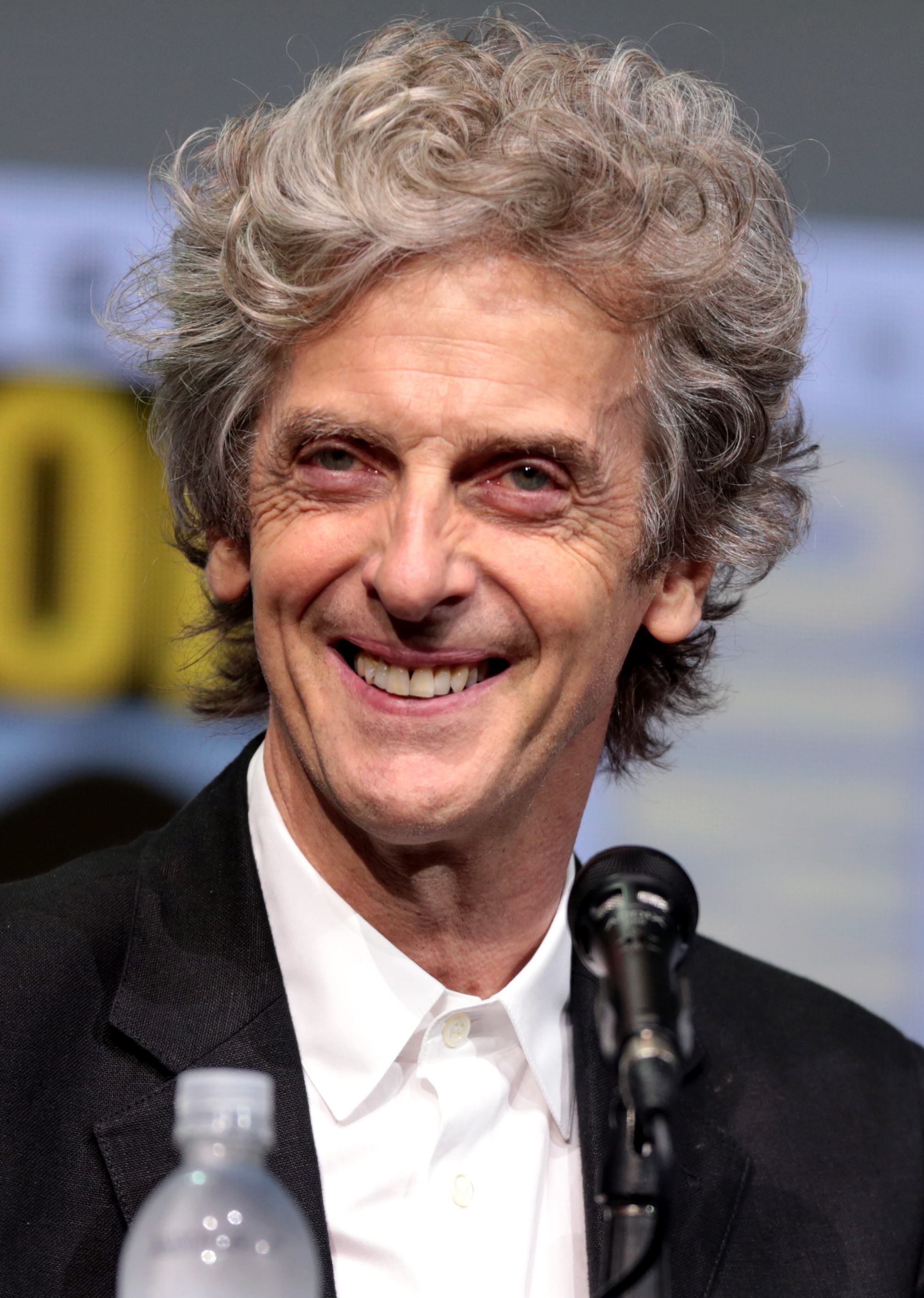
Peter Capaldi est le Penseur
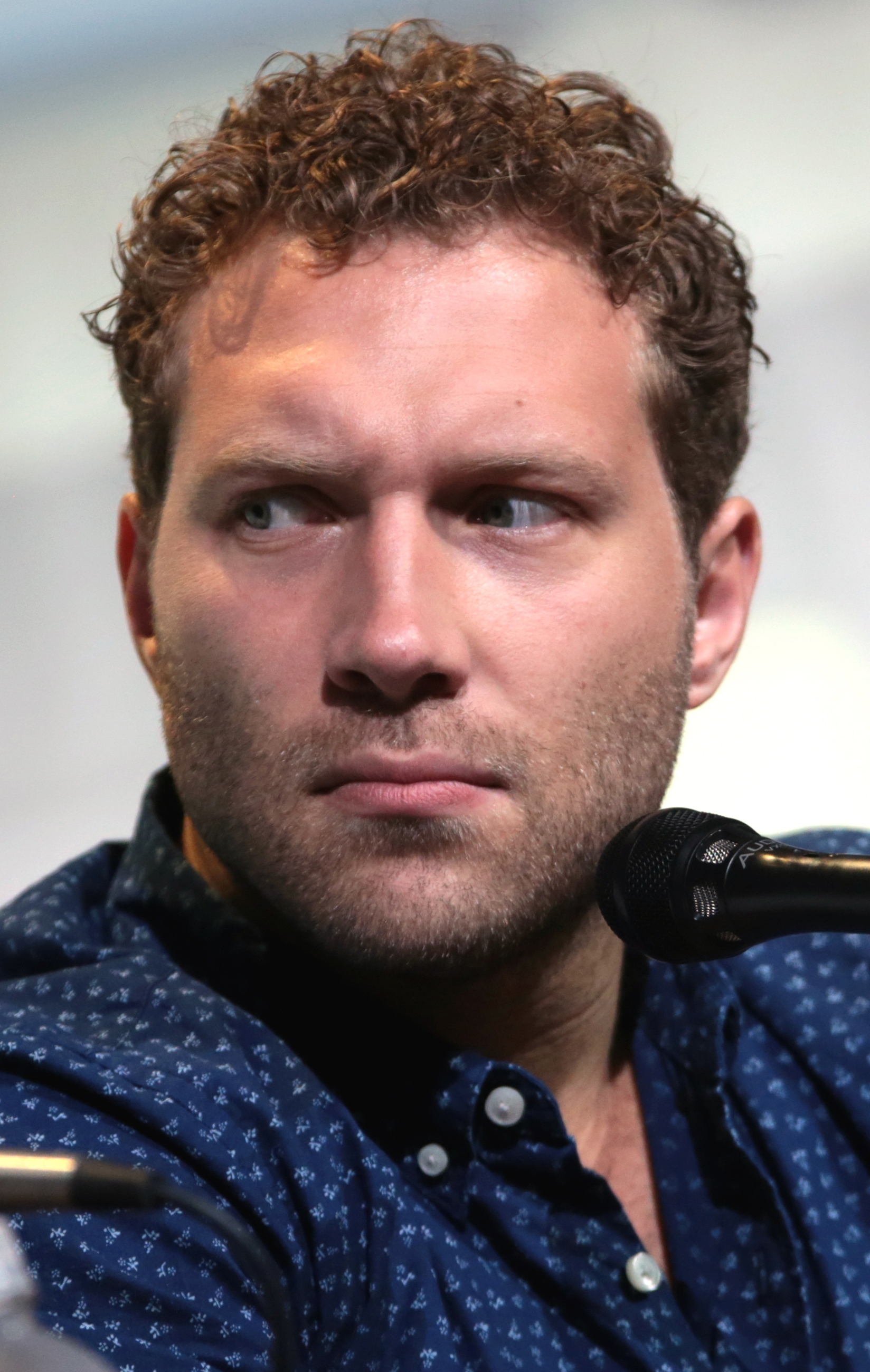
Jai Courtney est Captain Boomerang
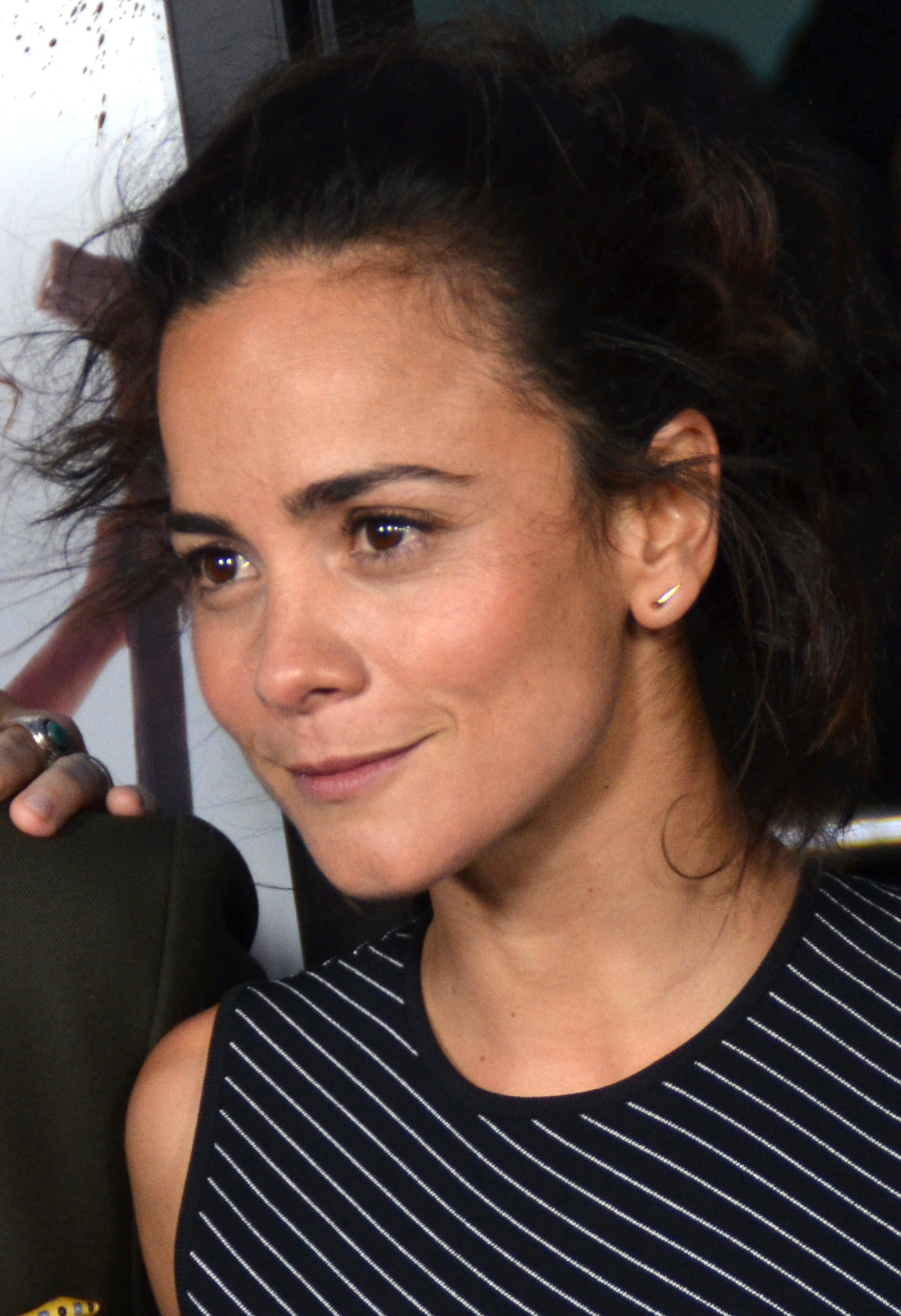
Alice Braga est Sol Soria

## Production

### Genèse et développement

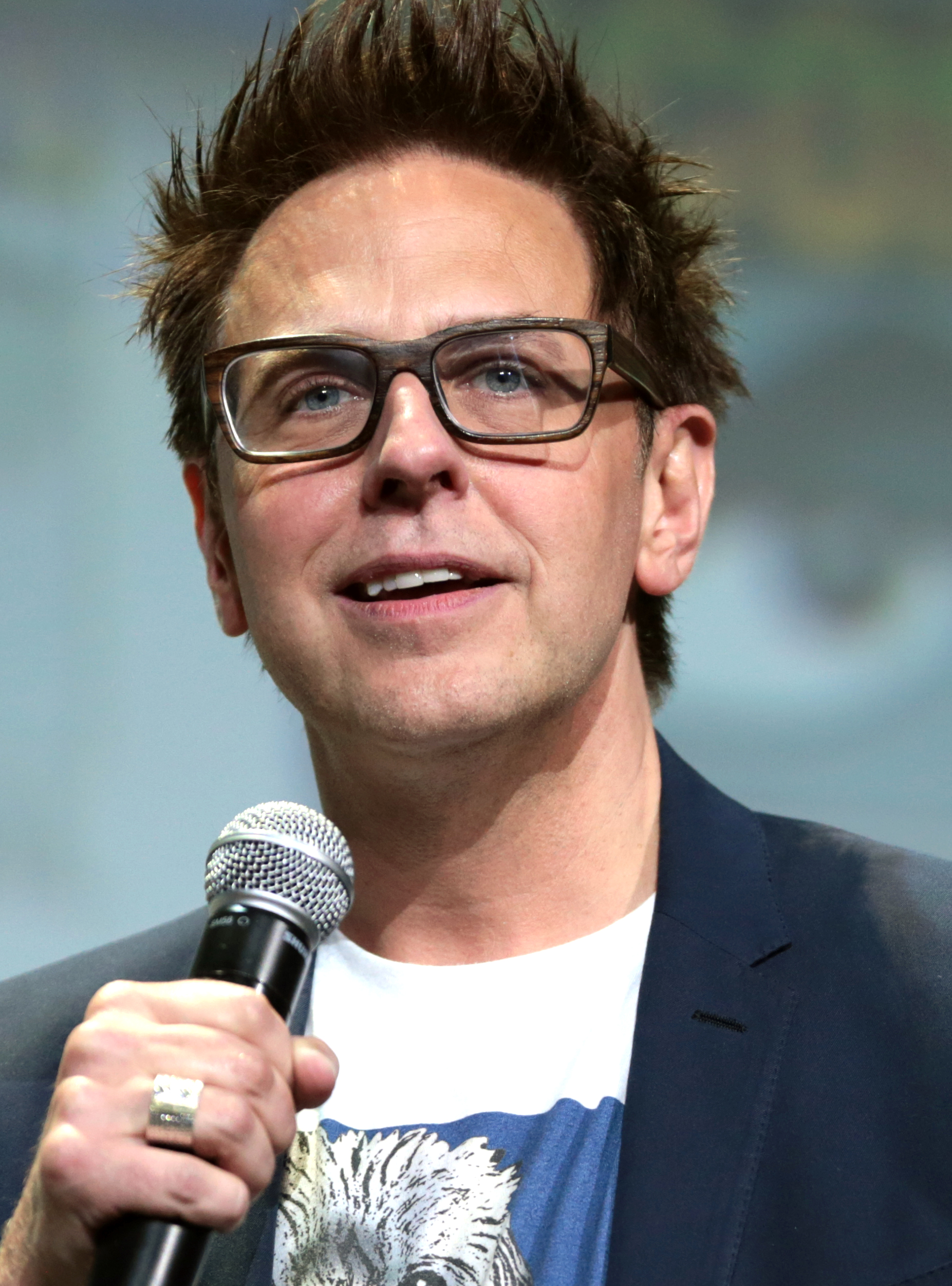
James Gunn

En mars 2016, quelques mois avant la sortie de Suicide Squad, Warner Bros. annonce qu'une suite est en développement. Le retour du réalisateur David Ayer et de Will Smith est annoncé. Un début de tournage est annoncé courant 2017, après la fin de la production de Bright,. Le réalisateur exprime son envie de faire une suite classée R-rated
. Cependant, en décembre 2016, il est finalement annoncé sur un autre film DC adapté de la série de comics Gotham City Sirens. Warner Bros. contacte alors Mel Gibson, qui refuse en raison des délais de production. Daniel Espinosa, Jonathan Levine ou encore Ruben Fleischer sont alors envisagés comme réalisateurs,. En mars 2017, Adam Cozad, qui a collaboré avec Warner Bros. pour Tarzan (2016), est chargé d'écrire le scénario.
Le réalisateur espagnol Jaume Collet-Serra est alors la priorité du studio, mais il s'engage avec Walt Disney Pictures pour réaliser Jungle Cruise. Le nom de David S. Goyer est alors évoqué. Zak Penn développe ensuite une nouvelle intrigue,. Lors du Comic-Con 2017, le film est officiellement titré Suicide Squad 2. En août 2017, Jared Leto est annoncé pour reprendre son rôle du Joker. Variety révèle ensuite que le tournage ne débutera pas avant 2018, Will Smith étant pris par ceux de Aladdin et Gemini Man.
En septembre 2017, Gavin O'Connor est engagé comme réalisateur et doit co-écrire le film avec Anthony Tambakis,. Gavin O'Connor collabore ensuite avec David Bar Katz et Todd Stashwick pour réécrire le script en juin 2018. L'intrigue met alors en scène la Suicide Squad traquant Black Adam,. Selon un article de Variety, ce script est trop proche de celui de Birds of Prey que Warner Bros. a validé en premier. Frustré, Gavin O'Connor quitte le projet pour réaliser The Way Back.
En juillet 2018, The Walt Disney Company et Marvel Studios renvoient James Gunn, qui devait mettre en scène le troisième volet des Gardiens de la Galaxie dans l'univers cinématographique Marvel, à la suite de la reparution de plusieurs tweets controversés. Warner Bros. pense alors à lui pour un film de l'univers cinématographique DC. Plusieurs films lui sont alors proposés, notamment une suite à Man of Steel (2013). James Gunn choisit la suite de Suicide Squad. En octobre 2018, Warner Bros. l'engage donc comme scénariste du film et potentiellement comme réalisateur,.
Pour le film James Gunn ne souhaitait pas un titre long, tel que "Suicide Squad" suivi d'un sous-titre, le projet a donc pendant un temps porté le nom "Dogs of War" en interne. C'est au moment de rendre son premier montage au studio qu'il décide pour la blague d'y inscrire simplement The Suicide Squad, les responsables ont apprécié et ce titre fut conservé.
James Gunn aurait pendant un temps songé à inclure le personnage de Superman au film, en tant qu'antagoniste à la Suicide Squad. Cependant l'état de l'univers cinématographique DC n'était pas très clair à l'époque, notamment sur la question de l'acteur Henry Cavill incarnant Superman ainsi que sur la place qu'occuperait son film à l'intérieur, Gunn y renonça donc.
À la place il opta pour le personnage de Starro, qui lui faisait très peur enfant et qui possède selon lui à la fois un côté ridicule et terrifiant. Il est très satisfait de pouvoir mettre en scène un méchant qui aurait eu peu de chances de se retrouver dans un autre film DC, et de l'adapter sous la forme d'un « kaiju rose flashy et bleu cérueléum, […] ridiculement grand et coloré ».

### Attribution des rôles
En février 2019, il est confirmé que Will Smith ne reprendra pas son rôle de Deadshot, en raison d'un emploi du temps incompatible. James Gunn rencontre alors Idris Elba pour qu'il reprenne le rôle. Il est officialisé en mars. Cependant, un mois plus tard, il est annoncé qu'Idris Elba jouera finalement un autre personnage, Will Smith pouvant ainsi reprendre son rôle de Deadshot dans un futur film. Les retours de Viola Davis et Margot Robbie dans les rôles respectifs d'Amanda Waller et Harley Quinn sont cependant confirmés,, tout comme celui de Jai Courtney en Captain Boomerang. Le retour de Joel Kinnaman, qui incarne Rick Flag dans le premier film, est confirmé en juillet 2019.
En avril 2019, David Dastmalchian et Daniela Melchior rejoignent la distribution dans les rôles respectifs de Polka-Dot Man et Ratcatcher II,. John Cena est lui aussi annoncé, suivi par Storm Reid en juillet. En août 2019, Flula Borg et Nathan Fillion sont confirmés,. Steve Agee est annoncé pour faire capture de mouvement à King Shark. Taika Waititi entre quant lui en négociation pour le rôle du père de Ratcatcher principal, le père de Ratcatcher II.
John Ostrander, cocréateur des premiers comics Suicide Squad, apparaitra sous les traits du docteur Fitzgibbon. En novembre 2020, alors que le tournage est bouclé, il est révélé que Sylvester Stallone participe au film en prêtant sa voix à King Shark.
James Gunn voulait au départ Dave Bautista pour jouer le rôle de Christopher Smith alias Peacemaker, mais celui-ci refuse pour tourner dans Army of the Dead de Zack Snyder film sorti en 2021 sur Netflix et est remplacé par John Cena.

### Tournage
Le tournage débute le 20 septembre 2019 aux Pinewood Atlanta Studios dans l'État de Géorgie. L'équipe doit y rester environ trois mois avant de se rendre au Panama pour un mois. Le film est aussi tourné dans la ville de Porto, au Portugal. Le 1er mars 2020, le réalisateur James Gunn annonce la fin du tournage, avec une énorme photo de groupe, comportant toute l’équipe.

### Musique
John Murphy est annoncé comme compositeur en mai 2020. C'est initialement Tyler Bates, qui avait mis en musique tous les précédents films de James Gunn, qui devait faire The Suicide Squad. Lors de la préproduction, Tyler Bates écrit cependant quelques musiques pour utiliser sur le plateau, comme il l'avait fait pour Les Gardiens de la Galaxie et sa suite. En plus des compositions de John Murphy, Grandson et Jessie Reyez enregistrent un titre inédit, Rain, publié le 22 juin 2021. Un morceau de John Murphy, So This Is The Famous Suicide Squad, sort quant à lui en single le 8 juillet.
L'album des compositions originales de John Murphy devrait sortir le 6 août 2021.
| 1.  | So This Is the Famous Suicide Squad                  | 1:49 |
| 2.  | Approaching the Beach                                | 1:12 |
| 3.  | Mayhem on the Beach                                  | 2:13 |
| 4.  | Waller's Deal - Meet the Team                        | 2:19 |
| 5.  | Harley Gets the Javelin                              | 0:58 |
| 6.  | Approaching the Guerrilla Camp                       | 1:46 |
| 7.  | Project Starfish                                     | 2:03 |
| 8.  | Red Flag                                             | 2:48 |
| 9.  | Interdimensional Virus                               | 2:26 |
| 10. | Ratcatcher's Story                                   | 3:09 |
| 11. | Harley Sings                                         | 1:31 |
| 12. | Breaking into Jotunheim                              | 1:37 |
| 13. | Dirty Little Secrets                                 | 2:23 |
| 14. | Peacemaker... What a Joke                            | 1:41 |
| 15. | King Shark and the Clyrax (featuring Jessica Rotter) | 2:16 |
| 16. | Bombs Go Off!                                        | 2:57 |
| 17. | Suicide Squad vs. Starro the Conqueror               | 3:55 |
| 18. | The Star-Crossed Wake Up                             | 1:47 |
| 19. | Panic on the Streets                                 | 1:17 |
| 20. | The Squad Turn Back                                  | 1:32 |
| 21. | The Squad Fight Back                                 | 3:30 |
| 22. | Ratism                                               | 3:28 |
| 23. | Bloodsport's Deal                                    | 2:10 |

À l'instar de ses précédents films Les Gardiens de la Galaxie et Les Gardiens de la Galaxie Vol. 2, James Gunn utilise de nombreuses chansons préexistantes :
- Folsom Prison Blues de Johnny Cash
- People Who Died de The Jim Carroll Band
- Sucker's Prayer de The Decemberists
- Samba Na Sola de Céu
- Adagio (Concierto de Aranjuez for Guitar and Orchestra) de Joaquín Rodrigo, interprété par Pepe Romero, Sir Neville Marriner, Academy of St. Martin in the Fields et Barry Davis
- Whistle For The Choir de The Fratellis
- Point Of Know Return de Kansas
- Sola de Jessie Reyez
- Can't Sleep de K.Flay
- Quem Tem Joga de Drik Barbosa featuring Gloria Groove & Karol Conka
- Meu Tambor de Marcelo D2 featuring Zuzuka Poderosa
- Just A Gigolo (I Ain't Got Nobody) de Louis Prima
- Hey des Pixies
- So Busted de Culture Abuse
- Oh No!!! de Grandson

## Accueil

### Sortie
The Suicide Squad devrait sortir en salles par Warner Bros. Pictures le 30 juillet 2021, au Royaume-Uni, puis le 5 août, aux États-Unis, où il sera également disponible sur le service de streaming HBO Max pendant un mois à partir du lendemain. Il devait initialement sortir aux États-Unis le 6 août 2021 avant d'être déplacé à sa date actuelle. Warner Bros. a annoncé la sortie conjointe en salles et en streaming en décembre 2020 au milieu de la pandémie de COVID-19. Le film devait sortir en France le 4 août 2021, il est finalement avancé au 28 juillet 2021. Le film sort aussi en Blu-Ray UHD 4K, le 26 octobre 2021, qui contient, des scènes coupées au montage, des scènes étendues, du Gag-Reel, etc,...

### Accueil critique
Le film reçoit des critiques globalement positives. Sur l'agrégateur américain Rotten Tomatoes, il récolte 91 % d'opinions favorables pour 261 critiques et une note moyenne de 7,6⁄10. Le consensus du site est : « Animé par la vision singulièrement biaisée du scénariste-réalisateur James Gunn, The Suicide Squad marque un rebond amusant et rapide qui joue sur les forces violentes et anarchiques du matériau d'origine ». Sur Metacritic, il obtient une note moyenne de 74⁄100 pour 49 critiques.
En France, le film obtient une note moyenne de 3,7⁄5 sur le site AlloCiné, qui recense 23 titres de presse.

### Box-office
| Pays ou région        | Box-office      | Date d'arrêt du box-office | Nombre de semaines |
| --------------------- | --------------- | -------------------------- | ------------------ |
| États-Unis Canada     | 52 779 000 $    | en cours                   | 3                  |
| France                | 714 782 entrées |                            | 4                  |
| Total hors États-Unis | 92 100 000 $    | en cours                   | en cours           |
| Total mondial         | 167 417 425 $   | -                          | -                  |

## Distinctions
Entre 2021 et 2022, le film The Suicide Squad a été sélectionné 41 fois dans diverses catégories et a remporté 3 récompenses.

### Récompenses
- Prix Satellites 2022 : Prix des cascades.
- Prix Schmoes d'or 2022 :
  - Schmoes d'or de la meilleure comédie de l'année,
  - Schmoes d'or du film préféré de l'année.

### Nominations
2021
- Association professionnelle d'Hollywood (Hollywood Professional Association Awards) 2021 :
  - Meilleurs effets visuels pour Mark Gee, Danielle Rubin, Michael Cozens, Jason Galeon, Makoto Hatanaka et Weta Digital[75].
- Cercle des critiques de Phoenix (Phoenix Critics Circle) 2021 : Meilleur film de science-fiction.
- Prix de la musique hollywoodienne (Hollywood Music In Media Awards (HMMA)) 2021 :
  - Meilleure musique originale pour un film de science-fiction ou fantastique pour John Murphy.
- Prix du public 2021 : Star féminine de cinéma de l'année pour Margot Robbie.
- Société des critiques de cinéma de Las Vegas 2021 :
  - Meilleur film d'action,
  - Meilleurs effets visuels.

2022
- Académie des films de science-fiction, fantastique et d'horreur - Prix Saturn 2022 :
  - Meilleur film de super-héros,
  - Meilleur acteur pour Idris Elba,
  - Meilleure actrice dans un second rôle pour Viola Davis,
  - Meilleur maquillage pour Heba Thorisdottir, Greg Funk et Brian Sipe.
- Association des critiques d'Hollywood (Hollywood Critics Association) 2022 :
  - Meilleur film d'action,
  - Meilleurs effets visuels pour Daniel Sudick, Guy Williams, Jonathan Fawkner et Kelvin McIlwain,
  - Meilleurs effets visuels ou performances animées pour Sylvester Stallone.
- Association des critiques de cinéma de Caroline du Nord (North Carolina Film Critics Association) 2022 : Meilleurs effets spéciaux.
- Association des critiques de cinéma de Géorgie : 
  - Nommé au Prix Oglethorpe pour l'excellence du cinéma de Géorgie pour James Gunn.
- Association du cinéma et de la télévision en ligne 2022 : Meilleurs maquillages et coiffures pour Shane Mahan, Heba Thorisdottir et Janine Thompson.
- Discuter des critiques de cinéma (DiscussingFilm Critics Awards) 2022 : Meilleurs effets visuels.
- Guilde des créateurs de costumes 2022 : Meilleurs costumes pour un film de science-fiction ou fantastique pour Judianna Makovsky.
- Guilde des maquilleurs et coiffeurs hollywoodiens (Hollywood Makeup Artist and Hair Stylist Guild Awards) 2022 :
  - Meilleur maquillage contemporain dans un long métrage pour Heba Thorisdottir, Greg Funk, Sabrina Wilson et Jillian Erickson,
  - Meilleur maquillage d’effets spéciaux dans un long métrage pour Shane Mahan, Brian Sipe, Matt Sprunger et Greg Funk,
  - Meilleure coiffure contemporaine dans un long métrage pour Janine Thompson, Michelle Diamantides, Melizah Anguiano Wheat et Kristen Saia.
- Prix Annie 2022 : Meilleure animation des personnages dans un long-métrage en prises de vues réelles pour Meena Ibrahim, Alvise Avati, Nicholas Cabana, Adam Goldstein et Lea Vera Toro.
- Prix Satellites 2022 : Meilleurs effets visuels pour Kelvin McIlwain, Guy Williams, Jonathan Fawkner et Daniel Sudick.
- Prix Schmoes d'or 2022 :
  - Meilleure musique dans un film,
  - Meilleurs effets spéciaux de l'année,
  - La plus grande surprise de l'année,
  - Meilleure réplique de l'année (« "Peacemaker, quelle blague". »)
- Société des critiques de cinéma d'Hawaii (Hawaii Film Critics Society) 2022 : Meilleur film d'adaptation de bande dessinée.
- Société des critiques de cinéma de Denver 2022 : Meilleur film de comédie.
- Société des critiques de cinéma de Phoenix 2022 : Meilleur film de science-fiction pour Michael De Luca, Charles Roven et Peter Safran
- Société des effets visuels (Visual Effects Society) 2022 :
  - Meilleur environnement fictif dans un film en prises de vues réelles pour Nick Cattell, Jason Desjarlais, Matt Fitzgerald et Jerome Moo,
  - Meilleures maquettes dans un projet photoréaliste ou animé pour Simon Dean Morley, Cedric Enriquez Canlas, Layne Howe et Alberto Hernandez Rodriguez,
  - Meilleurs simulations et effets par ordinateur dans un film en prises de vues réelles pour David R. Davies, Rogier Fransen, Sandy Sutherland et Brandon James Fleet.
- Super prix du choix des critiques (Critics' Choice Super Awards) 2022 :
  - Meilleur film de super-héros,
  - Meilleur acteur dans un film de super-héros pour John Cena,
  - Meilleur acteur dans un film de super-héros pour Idris Elba,
  - Meilleure actrice dans un film de super-héros pour Margot Robbie.
- Taurus - Prix mondiaux des cascades 2022 : Meilleure cascade automobile pour Brett Smrz et Warner Bros. Entertainment.

## Éditions en vidéo
- Monde : 26 octobre 2021 (en Blu-Ray UHD 4K)[67],[68].